# 中華財經台
中華財經台（英語：Chunghua financial Satellite Television），簡稱CSTV，是臺灣的財經電視頻道，於2001年由「中華財經電視股份有限公司」創立，以有線電視型態24小時播出股票期貨、投資理財及財經新聞等資訊節目。
2019年5月1日，啟用高畫質版本「中華財經台HD」。

## 節目
此頻道的節目多為股票分析師針對近期台灣股市趨勢進行分析，以提供投資者有關上市、上櫃及興櫃股票證券買賣諮詢參考等金融服務。

## 結束營業
2020年10月15日無預警傳出結束營業，預計10月16日9點會關閉訊號傳送。NCC表示，該頻道因授權費爭議，多次與系統台調處皆未達成協議，已陸續有多家系統申請下架。
根據觀察，少部分有線電視系統仍重播10月15日當天的節目至2020年11月1號凌晨零時，中華財經台已正式走入歷史。
2020年10月29日晚間12點02分畫面停頓後直接斷訊。
2020年11月1號凌晨0點於台灣大寬頻下架。

## 外部連結
- CSTV 中華財經台官方網站（页面存档备份，存于）
- 中華財經台官方的Facebook專頁
- iMoney的Instagram帳戶
- YouTube上的
- YouTube上的iMoney頻道
- 股市頻道《中華財經台〉無預警結束　有線系統：去年上架費都沒付。 ETtoday新聞雲 （页面存档备份，存于）